# Kąkolewo (gmina Granowo)
Kąkolewo – wieś w Polsce położona w województwie wielkopolskim, w powiecie grodziskim, w gminie Granowo.
Wieś szlachecka Kokoliewo (Kokalewo) położona była w 1581 roku w powiecie kościańskim województwa poznańskiego.
Leon Plater w XIX-wiecznej książce pod tytułem "Opisanie historyczno-statystyczne Wielkiego Księztwa Poznańskiego" (wyd. 1846) zalicza Kąkolewo (wzmiankowane jako Konkolewo) do wsi większych w ówczesnym powiecie bukowskim, który dzielił się na cztery okręgi (bukowski, grodziski, lutomyślski oraz lwowkowski). Ówczesne Konkolewo należał do okręgu bukowskiego, majętności prywatnej granowskiej, której właścicielem była wówczas Klaudyna Potocka. Według spisu urzędowego z 1837 roku wieś liczyła 190 mieszkańców i 26 dymów (domostw).
W latach 1975–1998 miejscowość należała administracyjnie do województwa poznańskiego.